# Lankascincus sripadensis
Lankascincus sripadensis — вид сцинкоподібних ящірок родини сцинкових (Scincidae). Ендемік Шрі-Ланки.

## Поширення і екологія
Lankascincus sripadensis мешкають в горах Центрального нагір'я на острові Шрі-Ланка, в окрузі Нувара-Елія. Вони живуть у вторинних гірських тропічних лісах та на відкритих луках, трапляються на чайних плантаціях. Зустрічаються на висоті від 800 до 1800 м над рівнем моря.

## Збереження
МСОП класифікує цей вид як такий, що перебуває під загрозою зникнення. Lankascincus sripadensis загрожує знищення природного середовища.